# تیغ‌پشت حشره‌خوار کوتوله
تیغ‌پشت حشره‌خوار کوتوله(نام علمی: Microgale parvula) نام یک گونه از سرده ریزراسویی‌ها است.